# فونتاناروسا
فونتاناروسا؛ هي بلدة ومدينة في مقاطعة أفيلينو، كامبانيا، جنوب إيطاليا.